# Josselin
 Josselin  (en bretón Josilin, en galó Jocelein o Jozcelein) es una población y comuna francesa, situada en la región de Bretaña, departamento de Morbihan, en el distrito de Pontivy y cantón de Josselin.

## Geografía
Josseline se sitúa entre la autovía Rennes / Lorient y el canal de Nantes a Brest, a 44 km de Vannes, 73 km de Lorient y 81 km de Rennes.

## Historia
Si bien se documenta desde el siglo IX la realización de peregrinaciones a la que se convertiría en Basílica de Notre-Dame du Roncier, Josselin surgió hacia el año 1008 con la construcción del castillo primitivo ordenada por Alain de Rohan, quien dio a la ciudad el nombre de su hijo, Josselin.

## Demografía
| 2231 | 2283 | 2611 | 2548 | 2338 | 2419 |
| Para los censos de 1962 a 1999 la población legal corresponde a la población sin duplicidades (Fuente: INSEE [Consultar]) |      |      |      |      |      |

## Lugares y monumentos
- El Castillo de Josselin se encuentra en un extremo de la ciudad, construido sobre un saliente rocoso que domina el río Oust. Sigue siendo propiedad de los duques de Rohan, se encuentra en buen estado de conservación y está abierto a la visita.[3]
- La actual Basílica de Notre-Dame du Roncier se construyó en el siglo XI, si bien la mayor parte del edificio data del siglo XV y ha sufrido transformaciones posteriores.
- Las calles y plazas del centro histórico poseen numerosas casas en piedra y madera de alto valor arquitectónico.

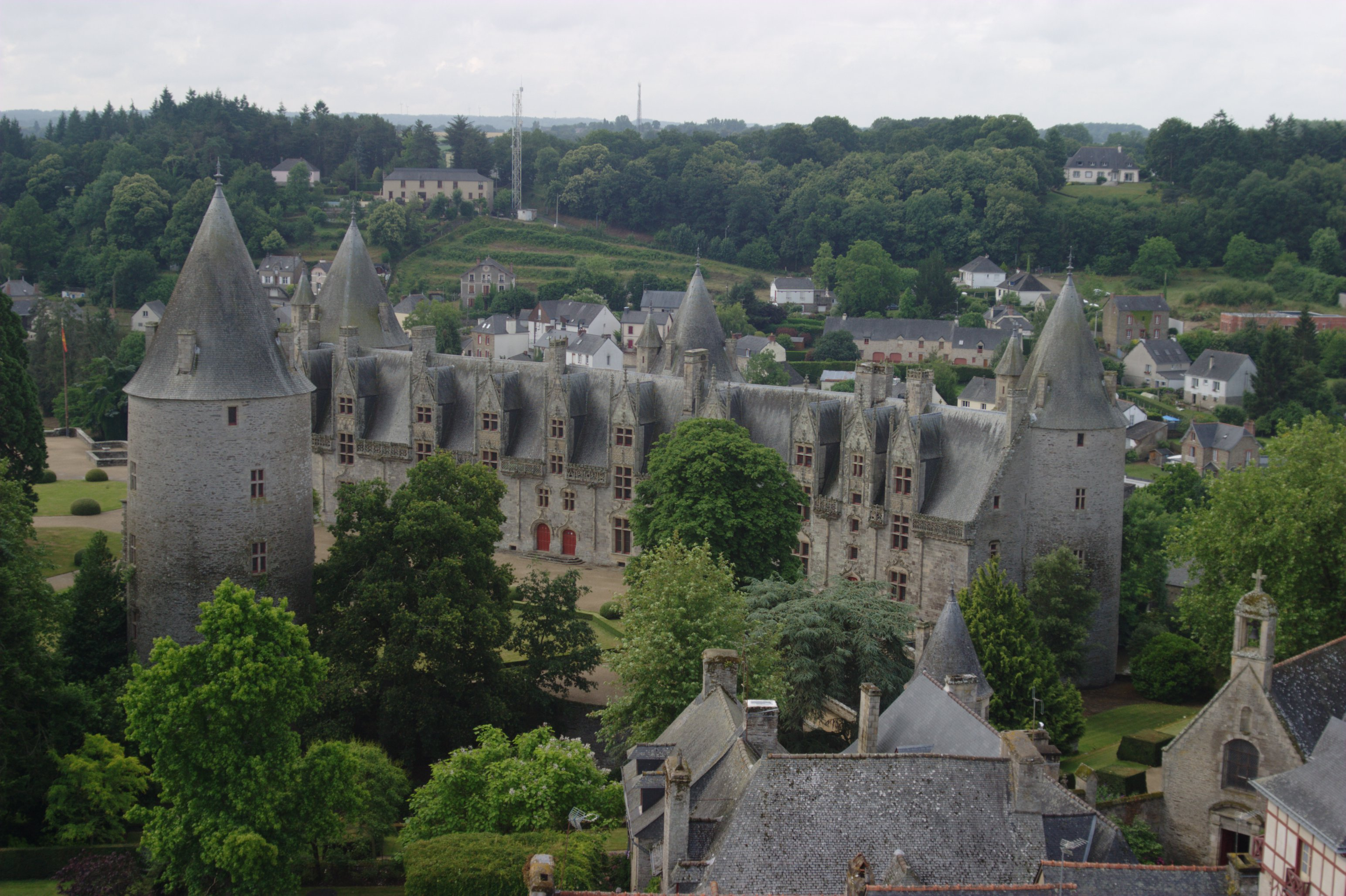
Vista aérea del Castillo de Josselin desde el campanario de la basílica.
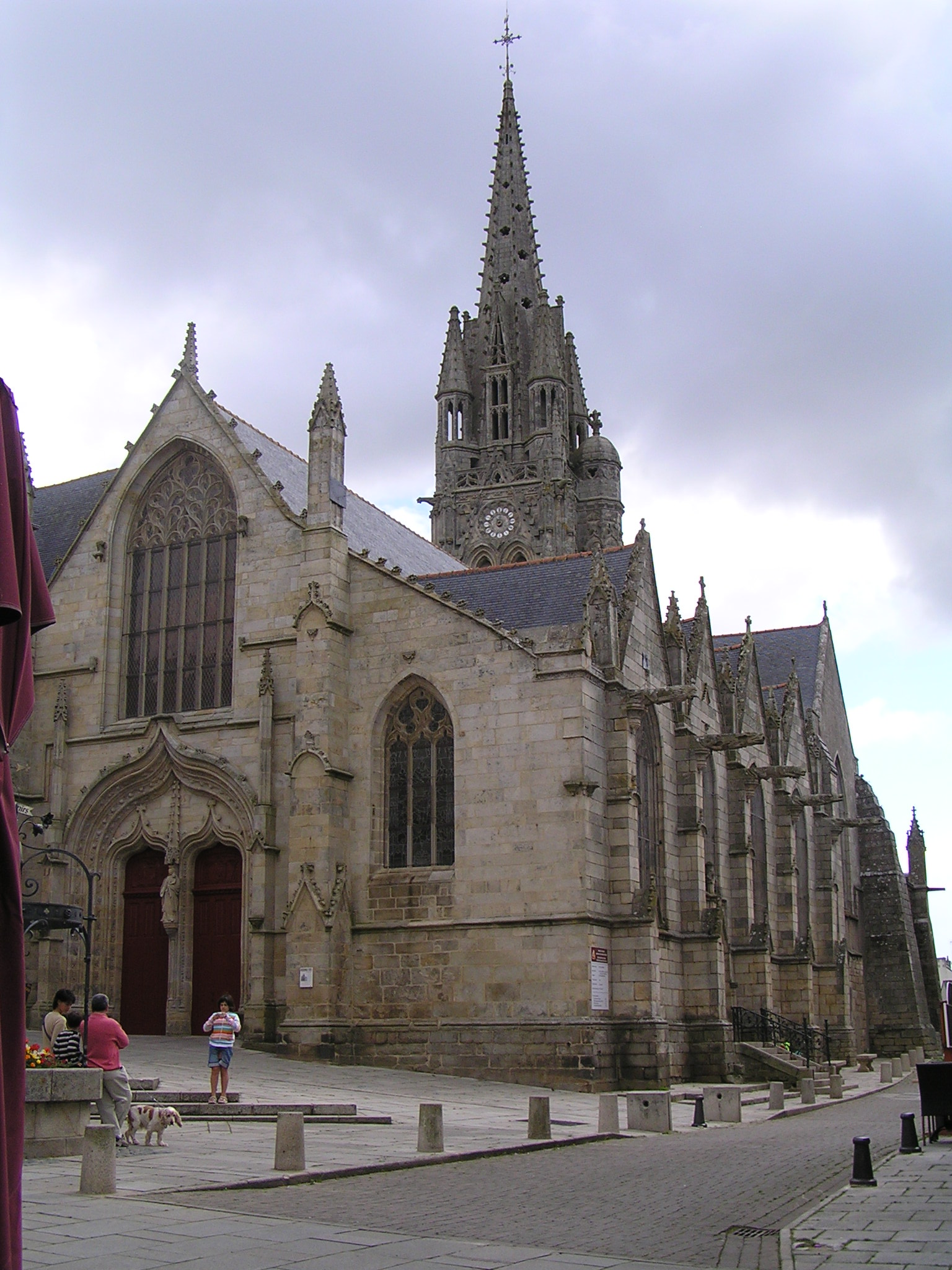
Portada de la Basílica de Notre-Dame du Roncier.
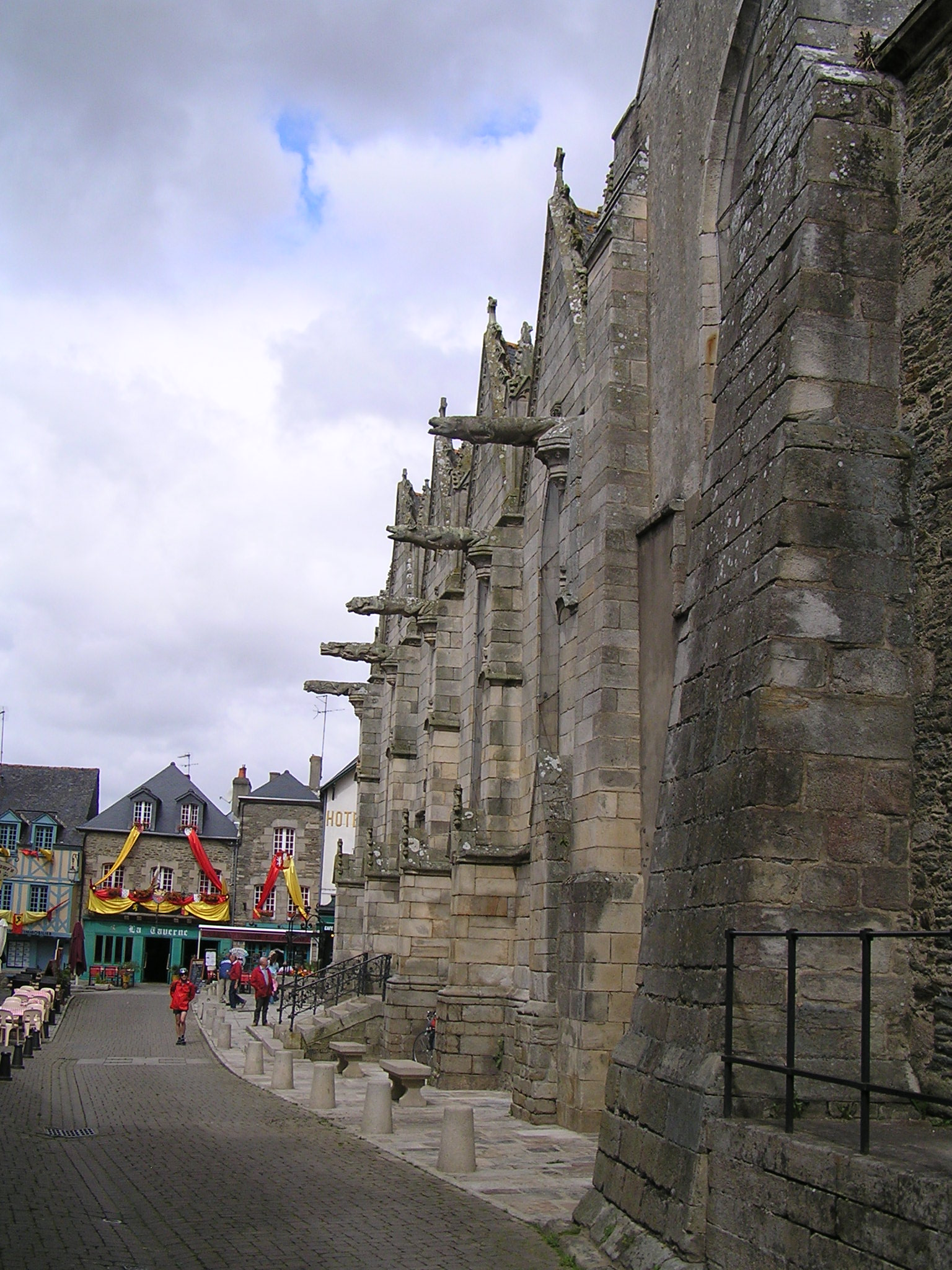
Gárgolas del lado sur de la Basílica de Notre-Dame du Roncier.